# Stenoma myrodora
Stenoma myrodora es una especie de polilla del género Stenoma, orden Lepidoptera.
Fue descrita científicamente por Meyrick en 1925.

## Distribución
Stenoma myrodora habita en el continente de América.